# Reevesia pubescens
Reevesia pubescens är en malvaväxtart som beskrevs av Maxwell Tylden Masters. Reevesia pubescens ingår i släktet Reevesia och familjen malvaväxter.

## Underarter
Arten delas in i följande underarter:
- R. p. kwangsiensis
- R. p. siamensis
- R. p. xuefengensis